# یواس‌اس آر-۹ (اس‌اس-۸۶)
یواس‌اس آر-۹ (اس‌اس-۸۶) (به انگلیسی: USS R-9 (SS-86)) یک زیردریایی بود که طول آن ۱۸۶ فوت ۲ اینچ (۵۶٫۷۴ متر) بود. این زیردریایی در سال ۱۹۱۹ ساخته شد.